# Matthias Seack
Matthias Seack (Hamburgo, RFA, 28 de julio de 1962) es un deportista alemán que compitió para la RFA en piragüismo en la modalidad de aguas tranquilas. Ganó dos medallas de bronce en el Campeonato Mundial de Piragüismo de 1982.
Participó en los Juegos Olímpicos de Los Ángeles 1984, donde finalizó quinto en la prueba de K2 1000 m y séptimo en la prueba de K2 500 m.

## Palmarés internacional
| Campeonato Mundial | Campeonato Mundial    | Campeonato Mundial | Campeonato Mundial |
| Año                | Lugar                 | Medalla            | Evento             |
| ------------------ | --------------------- | ------------------ | ------------------ |
| 1982               | Belgrado (Yugoslavia) | Medalla de bronce  | K2 500 m           |
| 1982               | Belgrado (Yugoslavia) | Medalla de bronce  | K4 1000 m          |